# Stat Quo
Stat Quo, nome artístico de Stanley Benton, (Atlanta, 24 de julho de 1979) é um rapper americano que já foi firmado com a Shady Records de Eminem e Aftermath Entertainment de Dr. Dre. Também faz parte da gravadora Grown Man Music, que fundou com LT Moe. Stat Quo tem colaborado em álbuns de rappers como Young Buck, Eminem, 50 Cent, The Game, T-Pain, Obie Trice, Bun B, Jermaine Dupri, Chamillionaire e The Alchemist.

## Biografia
Stanley nasceu em Thomasville Benton Heights, um bairro de Atlanta, Geórgia, no hospital Grady. Em seu início da vida, ele vivia com sua mãe e avó. Ele começou a fazer freestyle com 12 anos de idade, e mais tarde, sua mãe comprou um rádio, onde ele gravava suas rimas. Em 2000, ele se formou em economia e negócios internacionais na Universidade da Flórida.

## Discografia

### Álbuns de estúdio
- 2009 - Smokin Mirrors

### Colaborações
| Informações do Álbum |
| --- |
| Eminem Presents the Re-Up (com Eminem, 50 Cent, D12, Obie Trice, entre outros) - Lançado: 5 de dezembro de 2006 (E.U.) - Gráfico de Posições: #2 (E.U.) - Certificação RIAA: 2x Platina - Vendas EUA: 2.000.000+ - Vendas Mundiais: 2.300.000 |

### Mixtapes
- Shade 45: Sirius Bizness (com Shady Records)
- Grown Man Music (2006)  (com DJ Drama)
- Big Business (2006)  (com Chamillionaire)
- Road to Statlanta
- DJ Noodles and Stat Quo: Now or Never (2007) (com DJ Noodles)
- Statistically Speaking (2008)
- The South Got Somethin to Say (2008)
- The Bailout
- Quo City
- Checks & Balance
- The Invisible Man Mixtape (8 de abril de 2009)

## Singles

### Solo
- "Like Dat" (da trilha sonora de NBA Live 2006 e Midnight Club 3 DUB Edition)
- "Problems"
- "Rock da Party" (da trilha sonora de Madden '06)
- "The Best" (da trilha sonora de NBA Live 2005)
- "Billion Bucks" (faixa bônus de Eminem Presents The Re-Up)
- "Get Low" (Eminem Presents the Re-Up)
- "Wanna Fight?" (do jogo Fight Night 2004 de Playstation 2)
- "Street Status"
- "Here We Go"
- "We Get Higher"
- "My Ride Double Bubble"
- "Illest"
- "What Can I Do"
- "Heaven"
- "Stylin'"

### Participações
- "Walk With Me" (Young Buck feat. Stat Quo)
- "Spend Some Time" (Eminem feat. Obie Trice, Stat Quo, 50 Cent)
- "War Drum" (feat. Buddy Boi & Nitro)
- "Opportunity"
- "Stay Bout It" (feat. Obie Trice)
- "You Ain't Know" (feat. Bun B)
- "Bottom Line" (feat. The Game)
- "Across the Coast" (The Game feat. Erick Sermon, Stat Quo, Yukmouth, Fatal
- "I'm Sprung (Remix)" T-Pain feat. Stat Quo)
- "Be Without You (Remix)" (Mary J. Blige feat. Stat Quo)
- "Ooh Drama" (Kanye West)
- "Back On Up" (feat. Lil Jon, Nitro)
- "The Future" (feat. Dr. Dre)
- "Call Some Hoes" (feat. Kanye West, Chamillionaire)
- "Stop the Show" (The Alchemist feat. M.O.P., Stat Quo)
- "Come See Me" Smoke of (Field Mob)
- "Gimme Dat" (Tommy Tee feat. Young Zee, Rah Digga)
- "Whatcha Call Dat" (Tito 6 feat. Stat Quo)
- "Happy Juice" (Keri Hilson feat. Stat Quo, Snoop Dogg)
- "Cry Now (Remix)" (Obie Trice feat. Kuniva, Bobby Creekwater, Ca$his, Stat Quo)
- "Came Up" (Stat Quo feat. 50 Cent, Obie Trice)
- "Top Back A Lil' Bit More" (T.I. feat. Stat Quo)
- "Let Me See Ya" (Slim Thug feat. Stat Quo)
- "I Ain't Playin'" (Grafh feat. Stat Quo)
- "Summer Love (Remix)" (Justin Timberlake feat. Stat Quo)
- "Smack That (Remix)" (Akon, Eminem and Stat Quo)
- "Buy U A Drank (Remix)" (T-Pain, Unk, E-40, Stat Quo)
- "The Wind"
- "My Ride" B.o.B feat. Stat Quo
- "Birthday Sex (Remix)" Jerimiah feat. Stat Quo